# Archidiocèse de New York
Ne doit pas être confondu avec Diocèse de New York (épiscopalien).
L'archidiocèse de New York (en latin : archidioecesis Neo-Eboracensis ; en anglais : Archdiocese of New York) est une Église particulière de l'Église catholique aux États-Unis. Son siège est la cathédrale Saint-Patrick de New York. L'archevêque de New York est Timothy Michael Dolan, qui est assisté de quatre évêques auxiliaires. Sans en avoir formellement le titre, l'archevêque de New-York « fait fonction » de Primat des États-Unis.

## Histoire
Il a été érigé canoniquement le 19 juillet 1850 par le pape Pie IX. Il avait auparavant été érigé en diocèse le 8 avril 1808 à partir du territoire du diocèse de Baltimore.
En 1847, le diocèse doit céder des terres pour ériger les diocèses d'Albany et de Buffalo. En 1853, il perd à nouveau du territoire pour créer les diocèses de Brooklyn et Newark. La préfecture apostolique des Bahamas est créée en 1929 à partir de l'archidiocèse new-yorkais.

## Territoire
Ce diocèse a une superficie de 12 212 km2.
L'archidiocèse de New York couvre trois des cinq arrondissements de la ville de New York (Bronx, Manhattan et Staten Island) et sept autres des soixante-deux comtés de l'État de New York (Dutchess, Orange, Putnam, Rockland, Sullivan, Ulster et Westchester).
Les deux autres arrondissements de la ville de New York (Brooklyn et Queens) relèvent du diocèse de Brooklyn.

## Suffragants
- Diocèse d'Albany
- Diocèse de Brooklyn
- Diocèse de Buffalo
- Diocèse d'Ogdensburg
- Diocèse de Rochester
- Diocèse de Rockville Centre
- Diocèse de Syracuse

## Statistiques
- En 1929, la population catholique de l'archidiocèse s'élevait à 1 273 291 fidèles, servis par 1 314 prêtres avec 444 églises. Il y avait 170 348 enfants éduqués dans les institutions catholiques[2].
- En 2004, il y a 2 521 087 catholiques dans l'archidiocèse de New York, soit 45 % de la population totale. Ils n'étaient que 25,7 % en 1950. 1 835 prêtres portent leur ministère dans 409 paroisses[3].
- En 2014, il y a 2 634 624 catholiques dans l'archidiocèse de New York, servis par 932 prêtres diocésains et 913 prêtres réguliers. Ils sont aidés de 359 diacres permanents, 1 493 frères et 3 153 religieuses[4].
- En 2016, il y a 2 642 740 catholiques dans l'archidiocèse de New York, soit 45 % de la population totale, servis par 1 286 prêtres (696 diocésains et 590 réguliers), 319 diacres permanents, 962 religieux et 2 260 religieuses dans 368 paroisses[3].

### Articles liés
- Liste des évêques et archevêques de New York
- Liste des juridictions catholiques aux États-Unis
- Église catholique aux États-Unis